# Taurische hagedis
De Taurische hagedis (Podarcis tauricus) is een hagedis uit de familie echte hagedissen (Lacertidae).

## Naam en indeling
De wetenschappelijke naam werd voor het eerst voorgesteld door Peter Simon Pallas in 1814. Oorspronkelijk werd de naam Lacerta taurica gebruikt. Later werd de soort tot het geslacht Podarcis gerekend en werd de soortnaam veranderd van taurica naar tauricus. Er worden twee ondersoorten erkend, die voornamelijk verschillen in uiterlijk en verspreidingsgebied. Vroeger werd een derde ondersoort erkend; Podarcis tauricus thasopulae maar dit wordt beschouwd als verouderd.
| Naam                      | Auteur       | Verspreidingsgebied                  |
| ------------------------- | ------------ | ------------------------------------ |
| Podarcis tauricus ionicus | Lehrs, 1902  | Griekenland (Korfoe)                 |
| Podarcis tauricus         | Pallas, 1814 | De rest van het verspreidingsgebied. |

## Uiterlijke kenmerken
De maximale lichaamslengte is ongeveer 20 centimeter inclusief de lange staart. De staart wordt ongeveer twee keer zo lang als het lichaam. De hagedis heeft een bruine basiskleur met een opvallend groene bovenzijde van de rug, die echter in het midden overgaat naar een bruine kleur. Vooral de mannetjes zijn in de paartijd helder groen gekleurd, uitgezonderd exemplaren die voorkomen langs de Zwarte Zee.
Mannetjes krijgen in de paartijd tevens een rij blauwe vlekken onderaan de flank. Aan weerszijden van de rug zijn twee lichtere strepen aanwezig, evenals rijen zwarte vlekken. De halsplooi, de plooi achter de nek, is bij deze soort getand.

## Levenswijze
De Taurische hagedis plant zich in de lente voort. Het vrouwtje produceert twee legsels die steeds twee tot tien eieren bevatten. Aan het einde van de zomer komen de juvenielen tevoorschijn. De hagedis houdt in delen van het verspreidingsgebied een zomerslaap gedurende hete zomers, in zachte winters wordt een winterslaap vaak overgeslagen.
Het voedsel bestaat uit insecten en andere kleine ongewervelden. Vijanden van de hagedis zijn rovende vogels en slangen. Ook grotere hagedissen zijn een bedreiging.

## Verspreiding en habitat

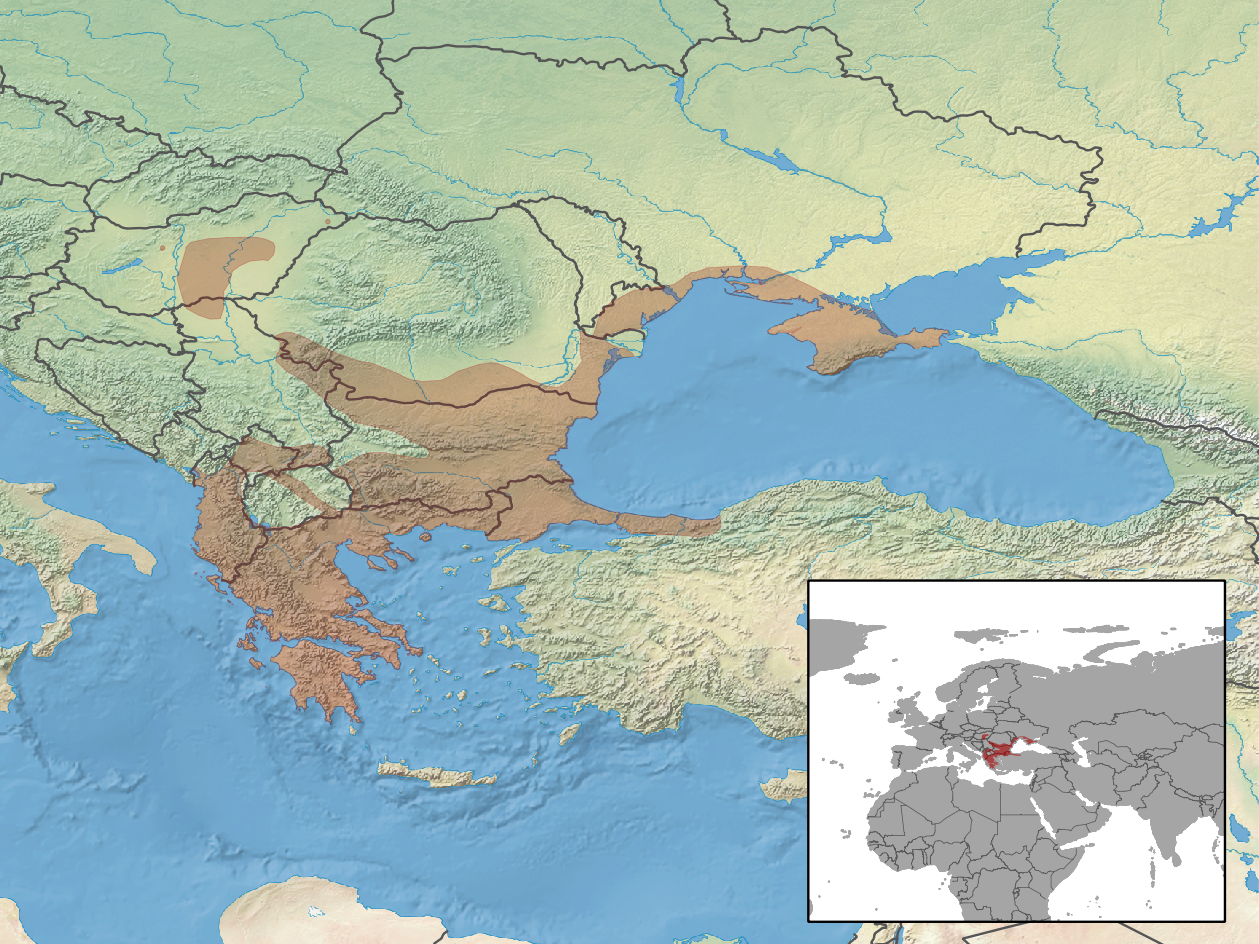
Verspreidingsgebied in het bruin.

De Taurische hagedis komt voor in het zuidoosten van Europa en leeft in de landen Albanië, Bulgarije, Griekenland, Hongarije, Moldavië, Noord-Macedonië, Oekraïne, Roemenië en Turkije. De habitat bestaat uit open landschappen met veel vegetatie zoals graslanden, steppen, weiden en zandduinen. Er is enige tolerantie voor gebieden die door de mens zijn aangepast, zoals olijfgaarden, open tuinen en agrarische gebieden.
De hagedis is sterker aangepast op een omgeving met planten in vergelijking met andere echte hagedissen. De hagedis gebruikt stenen om te zonnen maar is een bodembewoner en geen echte rotsbewoner zoals veel verwante soorten. De Taurische hagedis wordt aangetroffen tot een hoogte van 2350 meter boven zeeniveau.

## Beschermingsstatus
Door de internationale natuurbeschermingsorganisatie IUCN is de beschermingsstatus 'veilig' toegewezen (Least Concern of LC).